# Regina Abelt
Regina Abelt (sinh năm 1954) là Đệ nhất phu nhân của Ethiopia từ năm 1995 đến năm 2001, và là công dân Đức.

## Lý lịch
Abelt được sinh ra ở Đức. Bà làm nhân viên cứu trợ ở Rwanda từ năm 1979 đến 1983. Abelt là một trong nhiều y tá nước ngoài làm việc ở khu vực phía tây Oromia nơi bà gặp người chồng tương lai của mình, Tiến sĩ Negasso Gidada, cũng là một sinh viên tại Đại học Goethe của Frankfurt. Mặc dù bà mang quốc tịch Đức, Regina đã trở thành Đệ nhất phu nhân của Ethiopia nhờ vào cuộc hôn nhân của mình với Tổng thống Tiến sĩ Negasso.